# Argancy
Argancy – miejscowość i gmina we Francji, w regionie Grand Est, w departamencie Mozela.
Według danych na rok 1990 gminę zamieszkiwało 1058 osób, a gęstość zaludnienia wynosiła 92 osób/km² (wśród 2335 gmin Lotaryngii Argancy plasuje się na 353. miejscu pod względem liczby ludności, natomiast pod względem powierzchni na miejscu 501.).